# Lianozovo
Lianozovo (Муниципальный округ Лианозово) est un district municipal de la ville de Moscou, capitale de la Russie, dépendant du district administratif nord-est.

## Histoire
Les premières années. Le village d'Altoufievo et ses environs
Le plus ancien établissement humain connu sur le territoire de l'actuel district de Lianozovo est le village d'Altoufievo, dont l'histoire remonte au XVIe siècle. Le village possédait une église et un domaine seigneurial, qui changea plusieurs fois de propriétaires au fil du temps.
À l'ouest d'Altoufievo se trouvait le hameau de Kojouriha.[source non précisée depuis 1428 jours]
Le village de Lianozovo
Le village de Lianozovo, sur le territoire duquel se situe aujourd'hui le district, fut fondé au début du XXe siècle à l'initiative de l'industriel G. M. Lianozov. Ce dernier avait acquis le domaine d'Altoufievo en 1888 et y aménagea des terrains pour la construction de datchas. Ces datchas furent possédées par des membres de familles moscovites renommées. Après la Révolution, le village commença à être habité par une population d'origine prolétarienne et paysanne. En 1960, après la construction de l'anneau routier MKAD, le village fut intégré à Moscou. À la fin des années 1970, il fut finalement démoli pour laisser place à la construction d'immeubles de grande hauteur.

## Parcs, squares et zones piétonnes
Sur le territoire de Lianozovo se trouvent trois parcs: la réserve paysagère «Lianozovski», le parc Lianozovski et le parc du domaine d'Altoufievo, ainsi que le square Khotkovski et trois zones piétonnes de promenade: la promenade Lianozovski et les boulevards des rues Tcherepovetskaïa et Zonalnaïa.
Réserve paysagère «Lianozovski»
La réserve s'étend sur environ 66 hectares. Elle est située entre le 83e kilomètre de l'anneau routier MKAD et la ligne de chemin de fer de Savyolovsk. Dans la partie nord de la forêt-parc, une chênaie avec des arbres âgés de plus de 150 ans a été préservée. La flore de la réserve comprend plus de 200 espèces de plantes à fleurs, et la faune est représentée par de petits mammifères tels que des taupes, des musaraignes, des souris sylvestres, des campagnols, ainsi que des oiseaux inscrits dans le Livre rouge de Moscou, comme le pic épeichette, le rossignol et le bouvreuil.
Parc Lianozovski
Également connu sous le nom de parc de culture et de loisirs de Lianozovo. Ce parc d'une superficie d'environ 16 hectares est situé à l'adresse suivante: rue Ouglitchskaïa, n° 13. À l'origine, ces terres appartenaient au domaine d'Altoufievo, puis ont été partiellement cédées pour la construction du village de datchas de Lianozovo, qui exista jusqu'aux années 1930. En 1932, un parc y fut aménagé, et en 1951, il obtint le statut de parc de culture et de loisirs. Environ 70 espèces d'arbres et d'arbustes y poussent: chênes, épicéas, acacias, saules, ormes, plusieurs espèces de peupliers et bien d'autres plantes. Le ruisseau Lianozovski traverse le parc, formant six étangs où vivent des cygnes et d'autres oiseaux aquatiques. En 2014, l'infrastructure du parc a été rénovée. La zone de loisirs comprend des aires de jeux pour enfants et des terrains de sport: tables de ping-pong, terrains de basket-ball et de badminton, espaces de street workout, un skatepark, ainsi qu'une aire de jeux sportifs pour enfants avec des barres fixes et un pavillon d'échecs. Au centre du parc se trouvent une scène et une piste de danse. À l'entrée du parc, un mémorial dédié aux habitants de Lianozovo ayant participé à la Grande Guerre patriotique a été érigé pour le 65e anniversaire de la Grande Victoire. Dans la partie est du parc se trouve l'Allée des contes — une arche et des sculptures représentant des personnages de contes populaires russes: l'Ours, le Liechi, Ivanouchka, la Chouette savante, Baba Yaga et la Maisonnette sur pattes de poule.
Parc du domaine d'Altoufievo

Situé à l'adresse: autoroute Altoufievskoïe, n° 147-149. Les premières mentions du domaine remontent au XVIe siècle, lorsque le village d'Altoufievo et son domaine éponyme furent établis. À la fin du XIXe siècle, le domaine et les terres environnantes furent achetés par l'industriel pétrolier Georgi Lianozov, qui organisa sur ses terres du sud-ouest un village de datchas, nommé d'après le nom du commerçant et qui donna par la suite son nom au district. En 1960, le village d'Altoufievo fut intégré à Moscou, et un parc d'une superficie d'environ 35 hectares fut aménagé autour du domaine. Aujourd'hui, son infrastructure comprend des terrains de sport (deux terrains de volley-ball, deux espaces de fitness et un terrain de basket-ball), un complexe BMX multifonctionnel de 2500 m² — le plus grand skatepark en plein air de Moscou. Une piste cyclable de 1300 mètres a été aménagée dans le parc. Des aires de jeux pour enfants sont également disponibles. Sur les rives de l'étang d'Altoufievo se trouvent des pavillons de pique-nique et des espaces de détente.

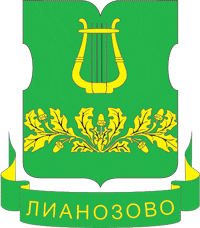
Armes du district
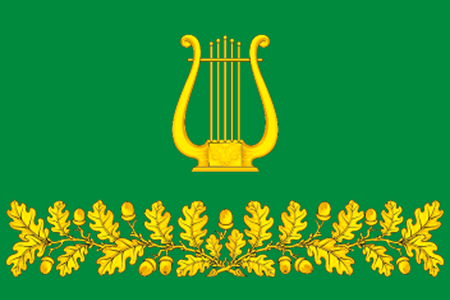
Drapeau du district